# Вестфорд (Вермонт)
Вестфорд (англ. Westford) — місто (англ. town) в США, в окрузі Читтенден штату Вермонт. Населення — 2062 особи (2020).

## Демографія
Згідно з переписом 2010 року, у місті мешкало 2029 осіб у 757 домогосподарствах у складі 574 родин. Було 787 помешкань
Расовий склад населення:
| - 97,2 % — білих - 0,4 % — корінних американців - 0,3 % — чорних або афроамериканців - 0,3 % — азіатів |

До двох чи більше рас належало 1,5 %. Частка іспаномовних становила 0,8 % від усіх жителів.
За віковим діапазоном населення розподілялося таким чином: 24,6 % — особи молодші 18 років, 66,5 % — особи у віці 18—64 років, 8,9 % — особи у віці 65 років та старші. Медіана віку мешканця становила 41,5 року. На 100 осіб жіночої статі у місті припадало 98,3 чоловіків;  на 100 жінок у віці від 18 років та старших — 98,6 чоловіків також старших 18 років.
Середній дохід на одне домашнє господарство  становив 113 475 доларів США (медіана — 89 464), а середній дохід на одну сім'ю — 120 063 долари (медіана — 102 083). Медіана доходів становила 63 092 долари для чоловіків та 48 409 доларів для жінок. За межею бідності перебувало 2,2 % осіб, у тому числі 1,8 % дітей у віці до 18 років та 1,1 % осіб у віці 65 років та старших.
Цивільне працевлаштоване населення становило 1190 осіб. Основні галузі зайнятості: освіта, охорона здоров'я та соціальна допомога — 26,8 %, виробництво — 17,9 %, науковці, спеціалісти, менеджери — 11,8 %, роздрібна торгівля — 9,3 %.